# グラフトン (駆逐艦)
グラフトン（英語: HMS Grafton, H89）はイギリス海軍の駆逐艦。G級。

## 艦歴
1934年8月30日起工。1935年9月18日進水。1936年3月20日竣工。

### ダイナモ作戦
カレーの戦い中の5月26日、「グラフトン」は、第30自動車化旅団に対する火力支援を実施する軽巡洋艦「アリシューザ」と「ガラティア」の護衛を行った。翌日、「グラフトン」はダンケルクの北東のデ・パンネとBrayeから1600名以上の兵員を脱出させた。5月29日朝、「グラフトン」は駆逐艦「ウェイクフル」の生存者救助のため停船した。「ウェイクフル」は同日早朝ドイツのSボート「S-30」から雷撃を受けていた。ベルギーのニーウポールト沖での生存者救助作業中、「グラフトン」はドイツ潜水艦「U62」から攻撃を受け艦尾に魚雷1本が命中し大破。さらに爆発がおき、艦橋が被害を受けて艦長などが死亡した。だが、「グラフトン」は沈まなかったため生存者は駆逐艦「アイヴァンホー」と輸送船「Malines」によって全員救助された。死者は4名であった。「グラフトン」は損傷がひどく曳航が難しかったため「アイヴァンホー」の砲撃で沈められた。
「グラフトン」の被雷時、混乱から同士討ちが発生した。現場には「グラフトン」以外にも掃海艇「リッド（Lydd）」やドリフター「コンフォート（Comfort）」が救助作業にあたっており、「グラフトン」と「リッド」が「コンフォート」をSボートと誤認して攻撃し、「リッド」が体当たりをして「コンフォート」を引き裂いてしまった。